# Роберт Шейдт
Роберт Шейдт  (порт. Robert Scheidt, 15 квітня 1973) — бразильський яхтсмен, олімпійський чемпіон.

## Виступи на Олімпіадах
| Олімпіада    | Дисципліна | Місце |
| ------------ | ---------- | ----- |
| Атланта 1996 | Фін        | 1     |
| Сідней 2000  | Фін        | 2     |
| Афіни 2004   | Фін        | 1     |
| Пекін 2008   | Зоряний    | 2     |
| Лондон 2012  | Зоряний    | 3     |